# Ernest de Boigne

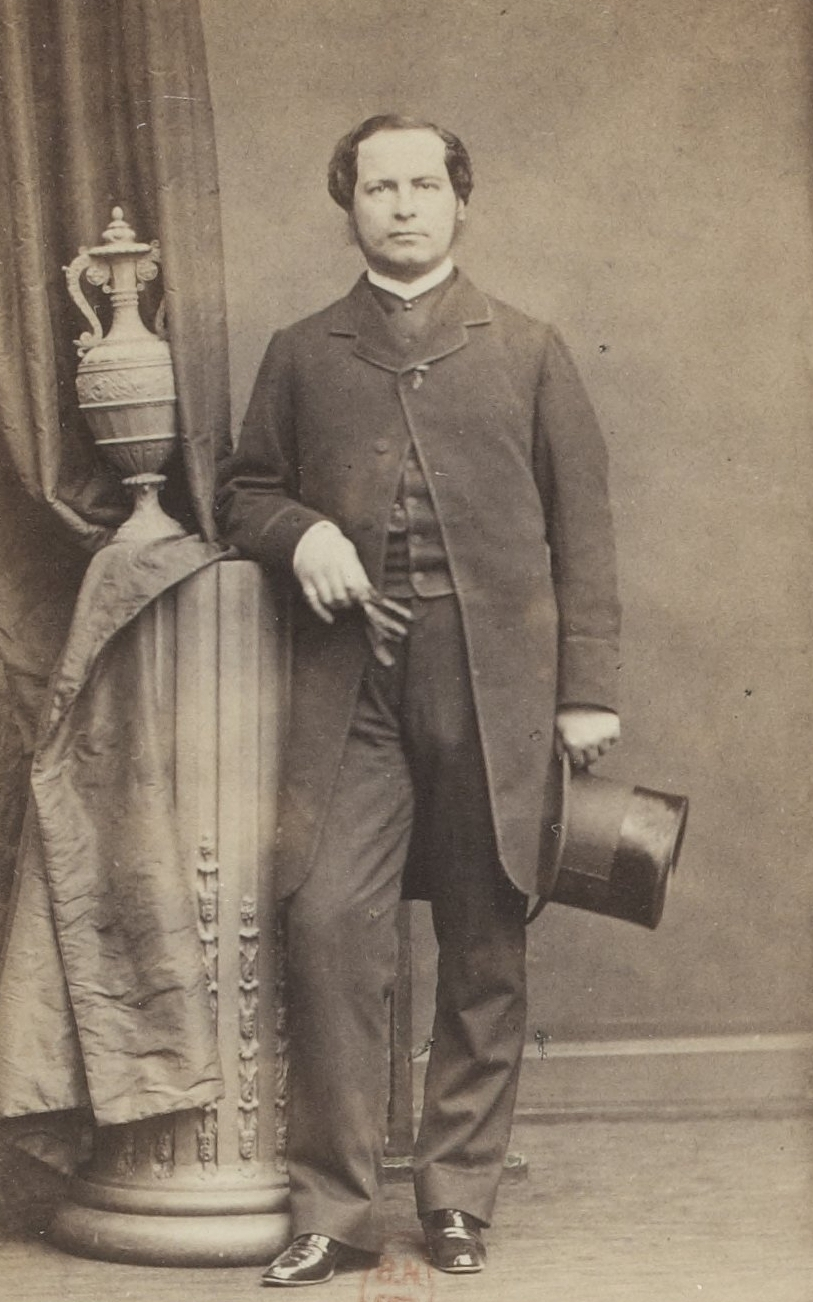
Ernest de Boigne

Ernest Marie Paul de Boigne (Chambéry, 7 december 1829 - Barberaz, 27 november 1895) was een edelman en politicus. Hij was parlementslid, achtereenvolgens in het Koninkrijk Sardinië en in het Tweede Franse Keizerrijk.

## Familie en privéleven
Hij was een zoon van Charles-Alexandre de Boigne en Césarine Viallet de Montbel. Na de dood van zijn vader in 1853 erfde hij de titel graaf de Boigne. Hij erfde ook het fortuin dat zijn grootvader Benoît de Boigne in India had vergaard. Hij huwde in 1852 met Delphine de Sabran-Pontévès. Hij was actief bij de brandweer van Chambéry.

## Politieke carrière
Ernest de Boigne werd verkozen in het parlement van Piëmont-Sardinië. Na de aanhechting van Savoye bij Frankrijk in 1860 werd hij verkozen in de departementsraad van Savoie en op 9 december van hetzelfde jaar in het Franse Corps législatif voor het departement Savoie. Hij werd herverkozen in 1863 en in 1869 en zetelde namens de meerderheid. In 1870 stemde hij voor de oorlog tegen Pruisen. In 1877 deed hij mee met de parlementsverkiezingen maar slaagde er niet in opnieuw verkozen te worden. Hij was burgemeester van Lucey (Savoie); in deze gemeente had hij een landgoed. Hij overleed in 1895 in het familiekasteel Château de Buisson-Rond in Barberaz.
Ernest de Boigne werd in 1860 ridder in het Légion d'honneur.